# معرین، حماة
معرین (به عربی: معرین) یک روستا در سوریه است که در حماه واقع شده‌است. معرین ۳٬۷۱۰ نفر جمعیت دارد.